# John Bennet Lawes
John Bennet Lawes (Harpenden, 28 dicembre 1814 – 31 agosto 1900) è stato uno scienziato inglese.

## Biografia
Nato in una piccola cittadina vicino a St Albans, era l'unico figlio del proprietario di un terreno agricolo di più di 4 km² e di altri possedimenti. Studiò al college Eton e Brasenose ad Oxford. Dimostrò dal 1832 il suo interesse per le piante mediche. Cinque anni dopo iniziarono i suoi esperimenti che lo portarono all'inizio dell'industria dei fertilizzanti chimici, grazie anche al brevetto del 1842 che aveva registrato (superfosfato di calcio) e al rapporto lavorativo stretto con Joseph Henry Gilbert. 
Nel 1854 ricevette un premio dalla Royal Society, nel 1867 gli venne consegnata la medaglia reale e nel 1882 fu insignito del titolo di baronetto.